# Alexander S. Mackenzie
Alexander Slidell Mackenzie (Nueva York, 6 de abril de 1803 - 13 de septiembre de 1848) fue un marino e historiador militar, así como hispanista, estadounidense.

## Biografía
Era hermano del senador por Luisiana John Slidell. En 1837 añadió a su nombre el apellido materno Mackenzie a fin de heredar su parte de una herencia de un tío materno. Entró en la Marina en 1815 y escaló rápidamente el escalafón. En 1822 tenía ya el mando de un navío, en 1825 era teniente y en 1841 comandante, navegando sobre todo por el Atlántico y el Mediterráneo. En 1842 hizo, acusados de amotinamiento, arrestar, juzgar y colgar a tres marinos del barco Somers, uno de ellos hijo del secretario de Guerra de los Estados Unidos; este asunto, conocido como Asunto Somers por el nombre del navío en que acaeció y del que fue después completamente absuelto, pesó en su carrera posterior y sirvió de inspiración a Herman Melville para su novela corta Billy Budd, marinero, ya que su primo, el teniente Guert Gansevoort, era oficial a bordo de ese bergantín en tales momentos; más clara aparece la narración de la conspiración en la novela Viaje a primeros de diciembre de Henry Carlisle, escrita desde el punto de vista de los diarios del cirujano naval de guardia. En mayo de 1846 fue enviado a Cuba y luego a México en misión diplomática encargada personalmente por el presidente James Knox Polk. Participó en el sitio de Veracruz y mandó una división de artillería en Tabasco en 1847. Casó con Catherine Alexander Robinson, de la que tuvo cinco hijos, dos de ellos importantes militares.
Como escritor de viajes fue muy popular su A year in Spain by a young american (London: John Murray, 1831, dos vols.), que narra un viaje por España en 1827. "Una obrita encantadora" según el hispanista británico Richard Ford, "libro de moda hoy en Londres" según el hispanista Washington Irving y, para Robertson, "Su narración de la vida cotidiana de Madrid, que pudo observar durante tres de los siete meses que permaneció en España, está particularmente bien escrita, y su veracidad es tan manifiesta que la familia real hizo saber su desagrado profundo respecto a ciertos comentarios que tuvo la indiscreción de escribir...".

## Obras
Como escritor realizó un amplio viaje por España pasando por Cataluña, Valencia, Murcia, Castilla la Nueva, Castilla la Vieja, Jaén, Córdoba y Sevilla. Sobre él escribió su primera obra, un libro de viajes, A Year in Spain, by a Young American (Boston, 1829, 2 vols.), que tuvo un gran éxito en Estados Unidos e Inglaterra. Se reimprimió adornado con vistosas xilografías (Londres: John Murray, 1831, 2 vols., y  New York en 1836) y se tradujo al sueco. Después publicó:
- Popular Essays on Naval Subjects (2 vols., 1833)
- The American in England (2 vols., 1835)
- Spain Revisited (2 vols., 1836)
- Life of John Paul Jones (2 vols., Boston, 1841)
- Life of Commodore Oliver H. Perry (2 vols., New York, 1841)
- Life of Commodore Stephen Decatur (Boston, 1846)

Escribió dos autobiografías: A Journal of a Tour in Ireland y The Case of the 'Seiners'; Defence of A. S. Mackenzie (New York, 1843) en el cual defiende su punto de vista en el affaire Somers.
- Datos: Q535898
- Multimedia: Alexander Slidell Mackenzie / Q535898